# Église Santa Maria la Cava et Sant'Alfio
L'église mère de Santa Maria la Cava e Sant'Alfio (église mère Sainte-Marie-de-la-Fosse-et-Saint-Alphius ) est une église catholique romaine située à Lentini dans la province de Syracuse en Sicile.

## Histoire et description
L'église actuelle a été construite après le tremblement de terre de Sicile de 1693 en fusionnant l'ancienne cathédrale de Santa Maria la Cava avec le chapitre de la collégiale dédié aux saints Alphius, Philadelphe et Cyrinus. La construction commença en 1700 et se poursuivit jusqu'en 1750.
Construit en style baroque, l'intérieur comporte trois nefs. Dans la nef de gauche se trouve le reliquaire en argent de saint Alphius.
Le char est porté en procession dans les rues principales de Lentini lors des célébrations de la Saint-Alphius (9-11 mai), le saint patron de la ville. La nef droite accueille les sépulcres des martyrs Alphius, Philadelphe et Cyrin,.
L'église abrite  une icône byzantine de la Vierge Hodiguitria datée du XIIe siècle,.

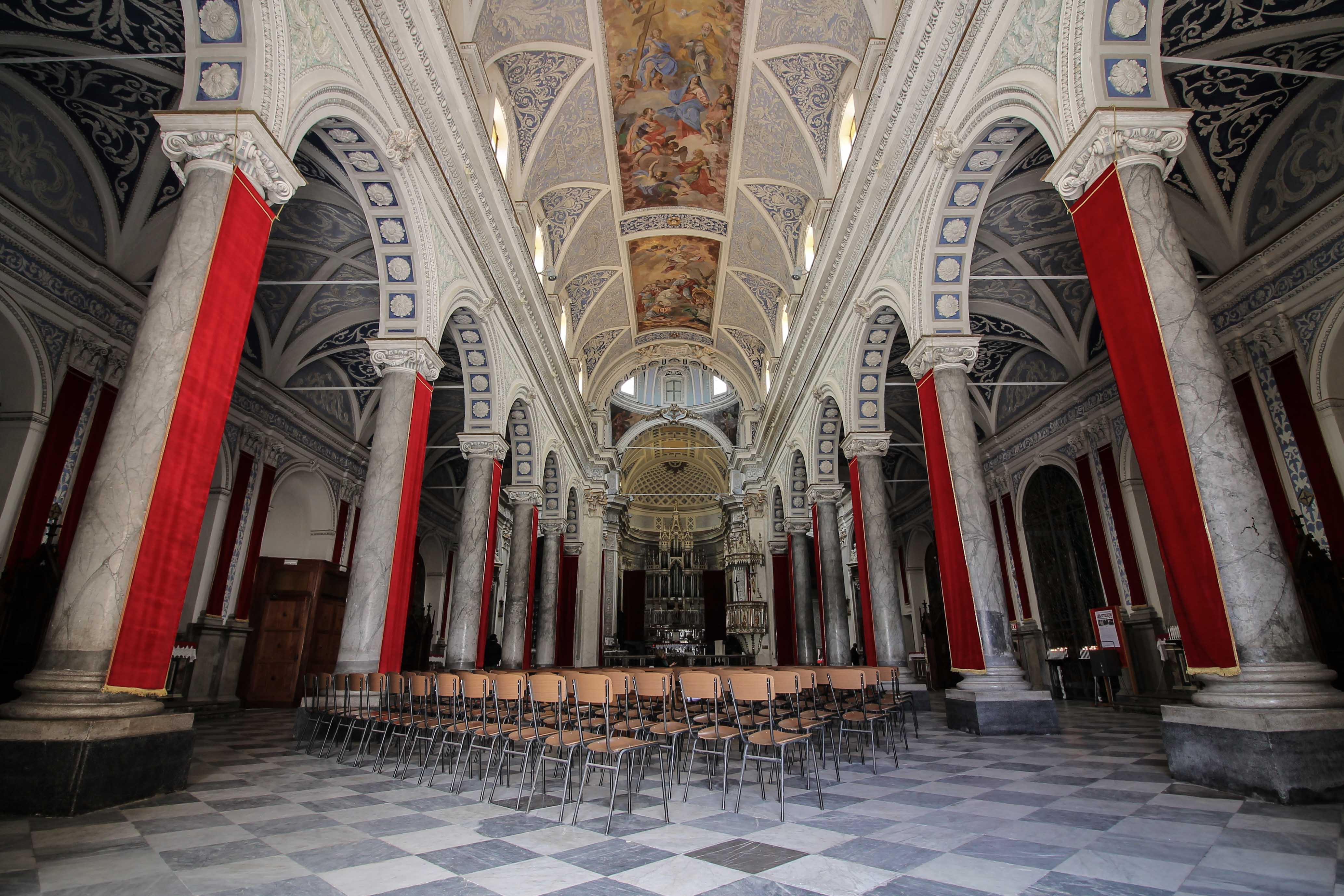
La nef centrale.